# Sankara Narayana
Sankara Narayana (malaiàlam: ശങ്കരനാരായണൻ)  (subcontinent indi, c. 840 - subcontinent indi, c. 900) va ser un matemàtic indi del segle IX dC.
Narayana va ser astrònom a la cort de l'emperador Sthano Ravi, de la dinastía Txera a la regió índia de Kerala. Se'l coneix per haver escrit a mitjans del segle IX un comentari del tractat Laghubhaskariya de Bhaskara I. És el primer autor conegut en utilitzar el sistema de numeració katapayadi, que facilitava la memorització dels nombres com paraules o versos.